# 天主教基加利總教區
天主教基加利總教區（拉丁語：Archidioecesis Kigaliensis）是盧旺達一個羅馬天主教教省總教區，下轄六個教區。此總教區是該國唯一一個總教區。
總教區成立於1976年4月10日，位於該國中部，2006年有教友721,759人（佔轄區總人口55.0%）、廿一個堂區、110名司鐸。現任總主教為安多尼·金班達，榮休總主教為達陡·恩蒂欣尤魯瓦。